# Coupe d'Algérie de futsal
 (juin 2022).
Si vous disposez d'ouvrages ou d'articles de référence ou si vous connaissez des sites web de qualité traitant du thème abordé ici, merci de compléter l'article en donnant les références utiles à sa vérifiabilité et en les liant à la section « Notes et références ».
La Coupe d'Algérie de futsal est la deuxième compétition de futsal d'Algérie après le Championnat d'Algérie de futsal. Le premier vainqueur de la compétition fut l'OM Ruisseau en 2005.

## Palmarès

### Par édition
| #   | Saison    | Date                                                  | Vainqueur                                             | Score                                                 | Finaliste                                             | Lieu                                                  | Affluence                                             |
| --- | --------- | ----------------------------------------------------- | ----------------------------------------------------- | ----------------------------------------------------- | ----------------------------------------------------- | ----------------------------------------------------- | ----------------------------------------------------- |
| 1re | 2004-2005 | 5 mai 2005                                            | OM Ruisseau                                           | 8–4                                                   | ASO Chlef                                             | Salle omnisports de Boufarik, Boufarik                | 3 000                                                 |
| 2e  | 2011-2012 | 18 mai 2012                                           | GC Mascara                                            | 3–2                                                   | IR Garidi Kouba                                       | Palais des sports Hamou-Boutlélis, Oran               | 5 000                                                 |
| 3e  | 2012-2013 | 11 mai 2013                                           | AS Sûreté de Skikda                                   | 4–3                                                   | Rabie El Djazaïri Oran                                | Salle omnisports de Skikda, Skikda                    | 4 000                                                 |
| 4e  | 2013-2014 | 6 mai 2014                                            | Rabie El Djazaïri Oran                                | 5–2                                                   | AS Sûreté de Skikda                                   | Palais des sports Hamou-Boutlélis, Oran               | 5 000                                                 |
| 5e  | 2014-2015 | 14 mai 2015                                           | Rabie El Djazaïri Oran                                | 3–2                                                   | CF Akbou                                              | Salle omnisports de Relizane, Relizane                | 2 000                                                 |
| 6e  | 2015-2016 | 28 avril 2016                                         | CSA Futsal Bordj Bou Arréridj                         | 6–2                                                   | MC Béjaïa                                             | Salle omnisports de Sidi Bel Abbès, Sidi Bel Abbès    | 3 000                                                 |
| 7e  | 2016-2017 | 19 mai 2017                                           | MC Béjaïa                                             | 6–1                                                   | AS Guelma                                             | Complexe sportif Rabah Bitat Bouira                   | 5 000                                                 |
| 8e  | 2017-2018 | 10 mai 2018                                           | MC Béjaïa                                             | 7–5                                                   | EF Constantine                                        | Salle Harcha-Hacène, Alger                            |                                                       |
| 9e  | 2018-2019 |                                                       | EF Constantine                                        | 12–5                                                  | MC Béjaïa                                             | Salle Harcha Hacene Alger                             |                                                       |
| –   | 2019-2020 | annulée pour cause de Pandémie de Covid-19 en Algérie | annulée pour cause de Pandémie de Covid-19 en Algérie | annulée pour cause de Pandémie de Covid-19 en Algérie | annulée pour cause de Pandémie de Covid-19 en Algérie | annulée pour cause de Pandémie de Covid-19 en Algérie | annulée pour cause de Pandémie de Covid-19 en Algérie |
| –   | 2020-2021 | annulée pour cause de Pandémie de Covid-19 en Algérie | annulée pour cause de Pandémie de Covid-19 en Algérie | annulée pour cause de Pandémie de Covid-19 en Algérie | annulée pour cause de Pandémie de Covid-19 en Algérie | annulée pour cause de Pandémie de Covid-19 en Algérie | annulée pour cause de Pandémie de Covid-19 en Algérie |
| –   | 2021-2022 | annulée                                               | annulée                                               | annulée                                               | annulée                                               | annulée                                               | annulée                                               |
| 10e | 2022-2023 | 2 juin 2023                                           | AC Auzium                                             | 6–5                                                   | Paradou AC                                            | Salle Harcha-Hacène, Alger                            |                                                       |
| 11e | 2023-2024 | 2 mai 2024                                            | CF El Kseur                                           | 1–1ap, (5–3tab)                                       | AC Auzium                                             | La Coupole, Alger                                     |                                                       |

### Bilan par club
| Rang | Club                          | Vainqueur | Finaliste | Années     |
| ---- | ----------------------------- | --------- | --------- | ---------- |
| 1    | MC Béjaïa                     | 2         | 2         | 2017, 2018 |
| 2    | Rabie El Djazaïri Oran        | 2         | 1         | 2014, 2015 |
| 3    | AS Sûreté de Skikda           | 1         | 1         | 2013       |
| -    | EF Constantine                | 1         | 1         | 2019       |
| -    | AC Auzium                     | 1         | 1         | 2023       |
| 6    | OM Ruisseau                   | 1         | 0         | 2005       |
| -    | CSA Futsal Bordj Bou Arréridj | 1         | 0         | 2016       |
| -    | GC Mascara                    | 1         | 0         | 2012       |
| -    | CF El Kseur                   | 1         | 0         | 2024       |
| 10   | CF Akbou                      | 0         | 1         | -          |
| -    | ASO Chlef                     | 0         | 1         | -          |
| -    | IR Garidi-Kouba               | 0         | 1         | -          |
| -    | AS Guelma                     | 0         | 1         | -          |
| -    | Paradou AC                    | 0         | 1         | -          |